# ناقلین پشتون
ناقلین پشتون
به پشتون‌هایی گفته می‌شود که اولین بار از دهه ۱۸۸۰ توسط عبدالرحمن خان از جنوب افغانستان و پاکستان امروزی به شمال افغانستان کوچانده شدند و در همان‌جا ساکن شدند، انتقال ناقلین به شمال افغانستان تا به امروز ادامه داشته. این اصطلاح تا امروز نیز بین مردم محلی معروف است و باعث تنش و درگیری در برخی مناطق شمال افغانستان شده است. دولت‌های مختلف تحت سلطه پشتون‌هادر افغانستان سیاست‌هایی را دنبال کرده‌اند که به آن پشتون‌سازی گفته می‌شود و هدف آن‌ها اسکان بیشتر پشتون‌های قومی در منطقه‌های شمالی افغانستان بوده است.
پس از ایجاد کشوری به‌نام افغانستان توسط عبدالرحمان، نخستین‌بار اندیشهٔ برتری خواهی قومی، زبانی و قبیله‌ای توسط محمود طرزی مطرح گردیده و این طرح فاشیستی او با صدور فرمان نظام‌نامهٔ ناقلین به‌سمت قطغن جنبهٔ عملی پوشیده و در زمان نادرشاه، با ایجاد، انجمن ادبی کابل، و ظاهرشاه با ایجاد پشتو تولنه و رسم «ملی‌سازی زبان پشتو» در رقابت با فرهنگ زبان پارسی و به گونهٔ بی‌پیشینه در صدد افغان‌سازی «پشتون‌سازی» تاریخ، هویت و فرهنگ زبان تمام اقوام به‌نام «قوم افغان» و «کشور افغانستان» شده از همین جاست که پته خزانه ساخته می‌شود، ملالی‌ها ایجاد می‌شوند، و نام‌های مناطق تاریخی کشور به پشتو تغییر داده می‌شوند.

## نظامنامه ناقلین به‌سمت قطغن
این نظامنامه توسط امان‌الله خان در ۴ میزان ۱۳۰۲ هجری خورشیدی در ۱۲ ماده صادر شد، که مطابق این مردم پشتون از جنوب به شمال افغانستان انتقال پیدا می‌کنند و زمین‌های ساکنان بومی غیر پشتون را غضب می‌کنند.
نظام‌نامهٔ ناقلین به‌سمت قطغن، یک سند رسمی حکومتی است‌که قبیله‌های پشتون در سرزمین‌های بومی مردم ازبک، تاجیک و هزاره توسط حکومت جابه‌جا می‌شوند. به هر فرد از هفت‌ساله به بالای خانواده‌های پشتون در قطغن هشت جریب زمین آبی داده می‌شود و نهر کشیده می‌شود، درحالی‌که این زمین‌ها از مردم بومی قطغن است. اما برای مردم بومی هیچ خدماتی ارایه نمی‌شود.
قانون ناقلین یکی از جنجال برانگیزترین مصوبات شورا و دولت امانی است که بر اساس آن مناطق زیادی در شمال کشور به ملکیت قبایل پشتون درآمد. اشرف رسولی می‌گوید تصویب این قانون «به ضرر کشور» بود که هم در زمان امان‌الله خان و هم پس از آن در زمان محمد نادر شاه و پسرش محمد ظاهر شاه، به گونه گسترده‌ای به اجرا گذاشته شد و دولت حتی فراتر از آن هم عمل کرد.
به گفته این پژوهشگر، کسانی بودند که بر اساس همین قانون به عنوان نماینده یک قبیله از امان‌الله خان درخواست زمین در شمال کشور می‌کردند و هزاران جریب زمین به آنها داده می‌شد، ولی این موضوع بعدها «عقده‌های ساکنان اصلی» این مناطق را در برابر «تازه‌واردها» برانگیخت.
قانون ناقلین هر چند تا حال به‌طور مستقیم توسط هیچ مرجع و قانونی لغو نشده است، اما به گفته آقای رسولی، قوانین و مقرراتی که در زمان ریاست جمهوری محمد داوود و حاکمیت حزب دموکراتیک خلق در زمینه اصلاحات ارضی به تصویب رسیدند، آن را به گونه غیرمستقیم لغو کرده‌اند.
جدی‌ترین مخالفت علیه قانونگذاری شورا و دولت امانی در سال ۱۳۰۴ خورشیدی در منطقه‌ای موسوم به «منگل» در ولایت پکتیا، در جنوب شرق افغانستان از سوی گروهی از قبایل به رهبری یک روحانی به نام ملا عبدالله معروف به «ملای لنگ» صورت گرفت.
ظاهر طنین، روزنامه‌نگار و پژوهشگر در کتاب افغانستان در قرن بیستم نوشته که این ملا «در دستی قرآن و در دستی دیگر قانون جزا، از مردم می‌پرسید که کدام یک را قبول دارند.» به این ترتیب شمار زیادی از کسانی که از ماهیت قانون آگاهی کافی نداشتند، علیه قوانین امانی دست به شورش زدند.

### مواد نظامنامه
بند اول:
«کسانی که از اهالی ولایت کابل و حکومت‌های اعلای مشرقی و جنوبی به زمین‌داری در قطغن راغب باشند و روانه قطغن می‌شوند، نائب‌الحکومت قطغن و مدیر زراعت قطغن فوراً برای سکونت‌شان مطابق مواد این نظام‌نامه مکلف و موظف شمرده می‌شود.»
ماده ۲:
«مطابق نظام‌نامهٔ تفریق وظایف حکام، مدیریت زراعت قطغن قبل از رسیدن ناقلین زمین‌های قطغن را به نظر دقت گرفته و برای اسکان ناقلین استحضارات اولیه را اجرا می‌دارد، ازآن جمله زمینی که حالا آب داشته و برای اسکان ناقلین تیار باشد، مشخص می‌کند و تعداد نفری ناقلین را که درین زمین‌ها سکونت و گذاره کرده می‌توانند تعیین می‌کند.»
ماده ۴: 
«علاوه برزمین‌هایی که به تحت جوی آب می‌باشند، نائب‌الحکومه و مدیر زراعت قطغن مکلف و موظف هستند که سررشتهٔ نهر امام صاحب و امثال آن را نیز ملاحظه می‌کنند، نائب‌الحکومه بذریعهٔ مدیر زراعت قطغن پیمایش انهاری را که جدید کشیده می‌شود تعیین می‌دارد و برای کشیدن انهار مذکور بذریعهٔ وزارت تجارت تخصیصات لازمه منظوری حاصل می‌دارد.»
ماده ۵:
«بعد از منظوری تخصیصات مدیریت زراعت تاریخ افتتاح و اختتام کار و مقدار زمین و مقدار گنجایش تعداد نفوس را بصوابدید نائب‌الحکومه تعیین می‌دارد، و بعد از اختتام کار مطابق تفصیلات فوق از اختتام کار و مقدار زمین و مقدار گنجایش تعداد نفوس بوزارت داخلیه اطلاع می‌دارد. وزارت داخلیه نیز موافق تفصیلات فوق حصص ولایت کابل و حکومتی‌های اعلای سمت مشرقی و جنوبی را مشخص کرده برای والی ولایت کابل و حکام اعلای سمت مشرقی و جنوبی اخبار می‌نماید. والی کابل و حکام سمت مشرقی و جنوبی مطابق اطلاع وزارت داخلیه برای اهالی متعلقه حکومت خود اشتهار کرده مطابق تفصیلات این نظام‌نامه کسانی که آرزوی زمین‌داری قطغن را داشته باشند آن‌ها را بطرف قطغن روانه می‌دارند. ویک سند بنام نائب‌الحکومهٔ قطغن از طرف والی کابل یا حکام اعلای سمت مشرقی و جنوبی که تعداد نفوس وجای سکونت سابقهٔ شان مندرج باشد، برای اشخاصی‌که به علاقه قطغن می‌روند داده می‌شود، همچنان یک راپورت نفری مذکور را بوزارت داخلیه می‌دهند.»
در بند اول ماده ششم چنین تذکر رفته است:
«الف: برای هر فرد ذکور و اناثیه خانه‌و اری که هفت‌ساله یا بالا باشد فی نفر هشت جریب زمین آبی از اراضی که برای ناقلین مخصوصو معین می‌شود در علاقه و نواحی حکومت قطغن داده می‌شود.»
در مادهٔ هفتم این نظام‌نامه آمده است:
 «برای هر فرد ذکور و اناثیه خانواده‌های که هفت سال یا بیش‌تر سن داشته باشند، فی نفر هشت جریب زمین از اراضی که برای ناقلین، مخصوص و معین می‌شود در نواحی حکومت قطغن داده شود.»
ماده ۸:
«تعیین زمین و محل سکونت ناقلین و تعیین و تفریق زمین برای ناقلین و همه معاملاتیکه برای اسکان ناقلین تعلق داشته باشد از جمله وظایف مجلس مشاوره شمرده می‌شود.»
ماده ۹:
«امتیازاتیکه برای ناقلین درین نظامنامه مشخص شده است مطابق تجویز مجلس مشوره از طرف مستوفی یا مأمورین مالیه بمصرف رسانیده می‌شود، و صورت حساب این مصرف مطابق نظامنامه محاسبه مجری داده می‌شود.»

## امارت افغانستان (۱۸۲۳–۱۹۲۶)

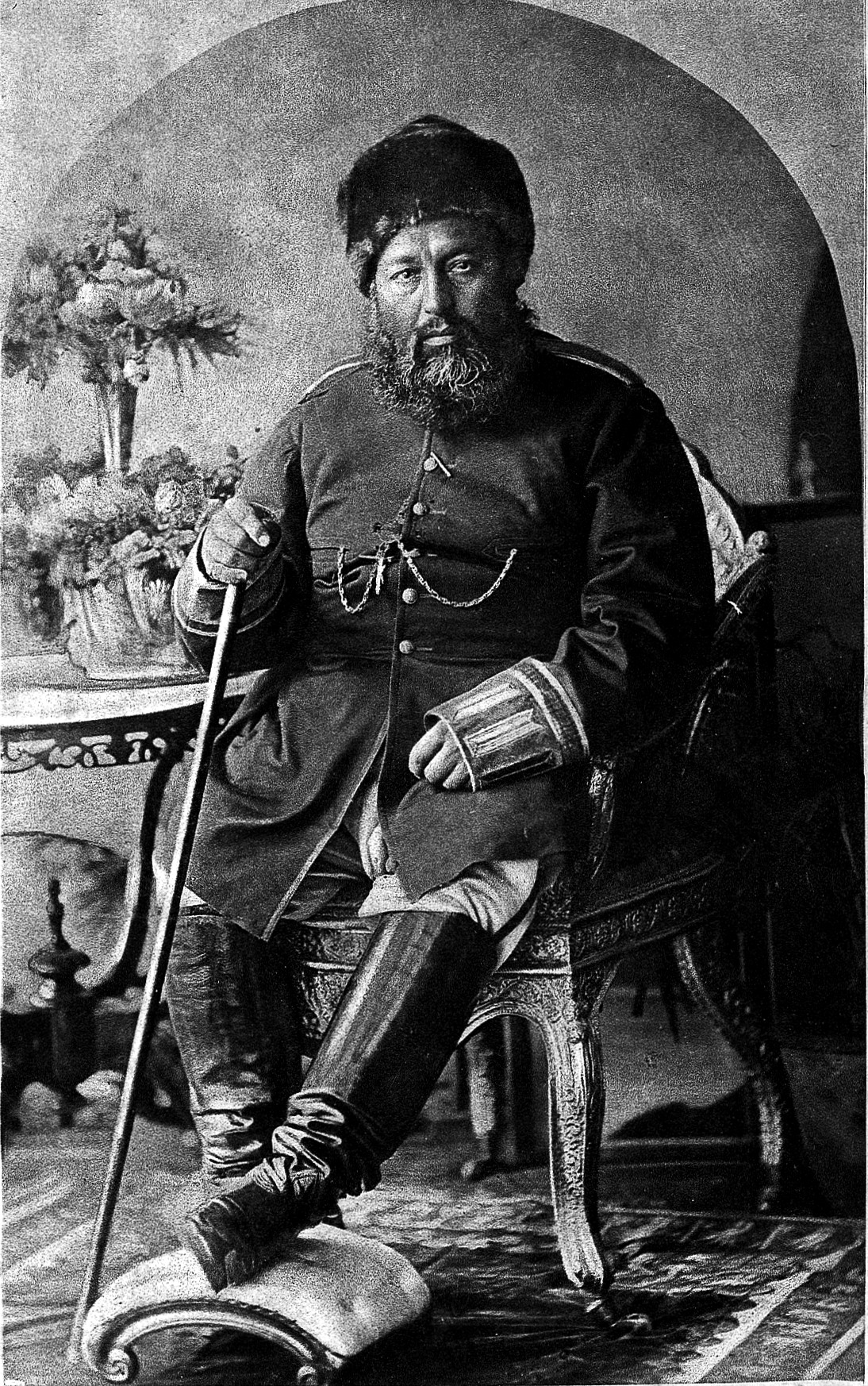
عبدالرحمان خان، امیر افغانستان (۱۸۸۰–۱۹۰۱).

### امیر عبدالرحمن خان (۱۸۸۰–۱۹۰۱)
امیر عبدالرحمن خان، که به «امیر آهنین» معروف است، نخستین حاکم افغانستان بود که به صورت سیستماتیک و گسترده سیاست کوچاندن پشتون‌ها به مناطق شمالی را آغاز کرد. پس از سرکوب شورش‌های محلی در مناطق شمالی، به ویژه قیام‌های اقوام هزاره و ازبک، عبدالرحمن خان زمین‌های مصادره شده از شورشیان را به خانواده‌های پشتون واگذار کرد.
بلویر در پژوهش خود با عنوان «دولت‌سازی، مهاجرت و توسعه اقتصادی در مرزهای شمال افغانستان و جنوب تاجیکستان» اشاره می‌کند که این سیاست با هدف ایجاد پایگاه‌های حامی حکومت مرکزی در مناطق دوردست و تغییر ترکیب جمعیتی به نفع پشتون‌ها اجرا شد.

### استعمار اولیه

کلنل چارلز یِت از ارتش بریتانیا (در تصویر به عنوان ستوان)، حامی استعمار پشتون‌ها در شمال افغانستان.

پشتون‌ها در شمال افغانستان تقریباً وجود نداشت، تا اینکه امیر عبدالرحمان خان در سال ۱۸۸۰ به قدرت رسید. پیش از دهه ۱۸۸۰، آنها حدود ۲ تا ۴ درصد جمعیت را تشکیل می‌دادند. در طول سلطنت خود، عبدالرحمان خان فرایند اسکان و استعمار قومی پشتون‌ها موسوم به پشتون‌سازی را در شمال افغانستان آغاز کرد.این سیاست‌های استعمار پشتون‌ها سه هدف عمده داشت: تقویت کنترل دولت پشتون‌محور بر مردم فارسی‌زبان ساکن در مناطق شمالی، اجازه دادن به دولت‌های افغانستان برای تبعید مخالفان به شمال (جایی که احتمالاً کمتر می‌توانستند برای دولت مشکل ایجاد کنند)، و کمک به توسعه اقتصادی ظاهری شمال افغانستان.
عبدالرحمان خان خود اظهار داشت که از آنجا که پادشاه افغانستان پشتون است، پشتون‌ها باید مرز افغانستان-روسیه را تحت نظر داشته باشند. برای دستیابی به این هدف، هم عبدالرحمان خان و هم جانشینان او از مصادره زمین از غیرپشتون‌های فارسی‌زبان شمال افغانستان، ایدئولوژی ملی‌گرایی پشتون، اسکان اجباری طرفدار پشتون‌ها، و سیاست‌های مالیاتی تبعیض‌آمیز علیه قبایل غیرپشتون ساکن در شمال افغانستان استفاده کردند. امپراتوری بریتانیا از استعمار پشتون‌ها در شمال افغانستان حمایت کرد زیرا بریتانیا می‌خواست نفوذ روسیه را در افغانستان کاهش دهد (نگاه کنید به بازی بزرگ). در سال ۱۸۹۳، چارلز یِت از ارتش بریتانیا نوشت که تنها قبایل غیرپشتون با روس‌ها تماس و تعامل دارند، و احاطه کردن این قبایل با پشتون‌ها به پایان رساندن تعاملات آنها با روس‌ها خواهد انجامید.

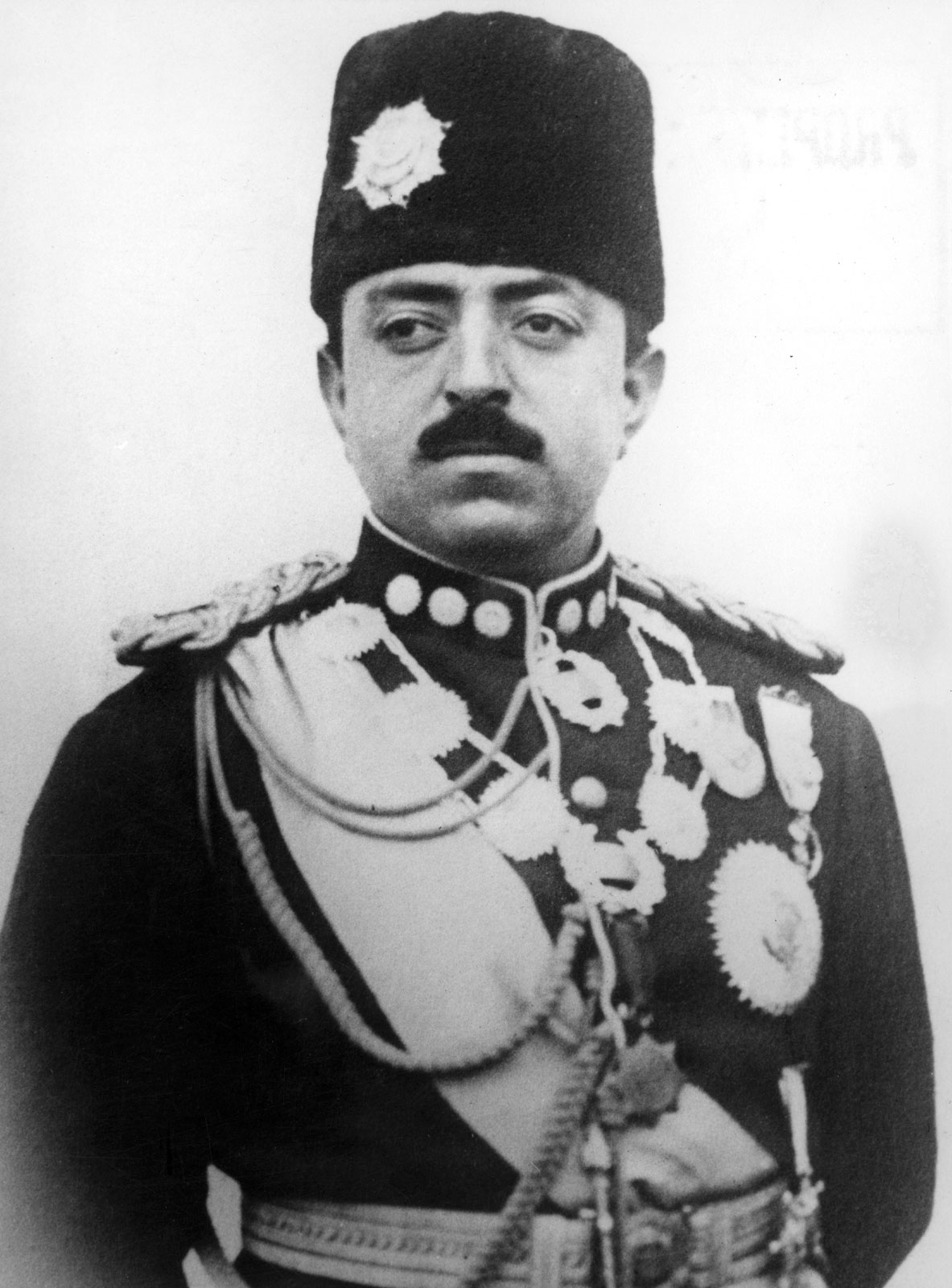
امان‌الله خان پادشاه افغانستان

استعمار پشتون‌ها در شمال افغانستان به عبدالرحمان خان کمک کرد تا حاکمیت خود را بر سرزمین‌های غیرپشتون در ترکستان افغانستان تقویت کند. علاوه بر این، این استعمار پشتون‌ها منجر به تصاحب بهترین زمین‌ها در شمال افغانستان توسط مهاجران پشتون به قیمت تاجیک‌ها، ترکمن‌ها، ازبک‌ها، هزاره‌ها و سایر مردمانی شد که قبلاً مالک این زمین‌ها بودند. در حالی که تمام پشتون‌هایی که قبل از ۱۸۸۵ به شمال افغانستان مهاجرت کرده بودند، این کار را به صورت غیرارادی انجام داده بودند (اغلب به دلیل مخالفت با سیاست‌های دولت افغانستان تبعید شده بودند)، این روند پس از ۱۸۸۵ تغییر کرد، زمانی که عبدالرحمان خان شروع به ارائه مشوق‌هایی برای اسکان داوطلبانه پشتون‌ها در شمال افغانستان کرد (و همزمان با صدور فرمانی در سال ۱۸۸۵ مهاجرت در جهت مخالف را ممنوع کرد). پشتون‌های قومی که داوطلبانه به شمال افغانستان مهاجرت می‌کردند، اغلب هزینه‌های سفر آنها پرداخت می‌شد و حیوانات، زمین رایگان و معافیت سه‌ساله از مالیات دریافت می‌کردند. سیاست‌های عبدالرحمان در تشویق پشتون‌ها برای اسکان داوطلبانه در شمال افغانستان در نهایت موفقیت بیشتری نسبت به تلاش‌های قبلی برای اسکان اجباری (به‌ویژه تلاش‌های غیرارادی که شامل کوچ‌نشینان می‌شد) به دست آورد. با این حال، علی‌رغم مهاجرت داوطلبانه مبتنی بر مشوق که از سال ۱۸۸۵ اجرا شد، بسیاری از پشتون‌های قومی حتی پس از ۱۸۸۵ به شمال افغانستان تبعید شدند، در برخی موارد تا اوایل دهه ۱۹۴۰ میلادی. بین سال‌های ۱۸۸۵ و ۱۸۸۸، جمعیت پشتون در شمال افغانستان هشت برابر افزایش یافت، از ۳٬۵۰۰ خانواده پشتون در سال ۱۸۸۵ به ۴۰٬۰۰۰ خانواده پشتون در سال ۱۸۸۸. شورش‌هایی مانند شورش‌های پشتون‌های غلزایی در شرق افغانستان و شورش سردار محمد اسحاق، به‌طور موقت استعمار پشتون‌ها در شمال افغانستان را در اواخر دهه ۱۸۸۰ متوقف کرد. پس از آن، علی‌رغم یک دوره کوتاه دیگر از استعمار، جنگ هزاره در اوایل دهه ۱۸۹۰ میلادی درگرفت. پایان پشتونیزه کردن شمال افغانستان در دوران عبدالرحمن - اگرچه این روند پس از مرگ او در سال ۱۹۰۱ توسط جانشینانش از سر گرفته شد.

### امان‌الله خان (۱۹۱۹–۱۹۲۹)
امان‌الله خان نیز سیاست اسکان پشتون‌ها در شمال را ادامه داد، اما با رویکردی متفاوت. برخلاف سلف خود، او این سیاست را بیشتر با هدف توسعه کشاورزی و آبادانی مناطق کمتر توسعه‌یافته پیش برد. در این دوره، بسیاری از پشتون‌های کوچی تشویق شدند تا به کشاورزان دائمی در مناطق شمالی تبدیل شوند.
طبق گزارش بی‌بی‌سی فارسی، امان‌الله خان همچنین «نظام‌نامه ناقلین به‌سمت قطغن» را تصویب کرد که چارچوب قانونی برای اسکان مهاجران پشتون فراهم می‌آورد.
بین سال‌های ۱۹۱۰ تا ۱۹۴۰، بسیاری از چوپان‌های قومی پشتون در ترکستان افغانستان مستقر شدند. از سال‌های ۱۹۳۰ تا ۱۹۷۰، پس از این که حبیب‌الله کلکانی از قوم تاجیک تلاش کرد و در به دست آوردن قدرت در افغانستان در خلال جنگ داخلی ۱۹۲۸–۱۹۲۹ شکست خورد، اقلیت‌های ازبک و تاجیک صدها هزار جریب از مراتع و زمین‌های زراعی در شمال افغانستان را از دست دادند.
پس از آن، این زمین‌ها به فروش رفت یا به‌طور کامل به مهاجران پشتون داده شد که نفوذ پشتون‌ها را در شمال افغانستان بیشتر کرد. در این زمان، مهاجران پشتون در ولایت تخار، کشاورزان تاجیک، هزاره و همچنین چوپان‌های ازبک را از دشت‌های آبی به تپه‌های کم ارزش کشاورزی هل دادند. به دلیل سیاست‌هایی که حاکمان پشتون در قرن ۱۹ و ۲۰ که دنبال کردند، پشتون‌ها تبدیل به گروه قومی غالب در مناطق کشاورزی توسعه یافته شمال افغانستان شدند، در حالی که سایر گروه‌های قومی (به‌ویژه ازبک‌ها) در تپه‌های کمتر توسعه یافته غالب شدند. با شروع دهه ۱۹۷۰، اقلیت‌های پشتون ۵۶٪ از کل جمعیت در منطقه بغلان که تحت تسلط تاجیک‌ها بود، ۶۱٪ از کل جمعیت در منطقه پلخمری (مرکز بغلان)، ۴۱٪ از کل جمعیت در منطقه کندز با اکثریت تاجیک، ۴۵٪ از کل جمعیت در منطقه خان‌آباد، و فقط ۱۰٪ از کل جمعیت در منطقه تالقان با اکثریت ازبک را تشکیل می‌دادند.

## پادشاهی افغانستان (۱۹۲۹–۱۹۷۳)

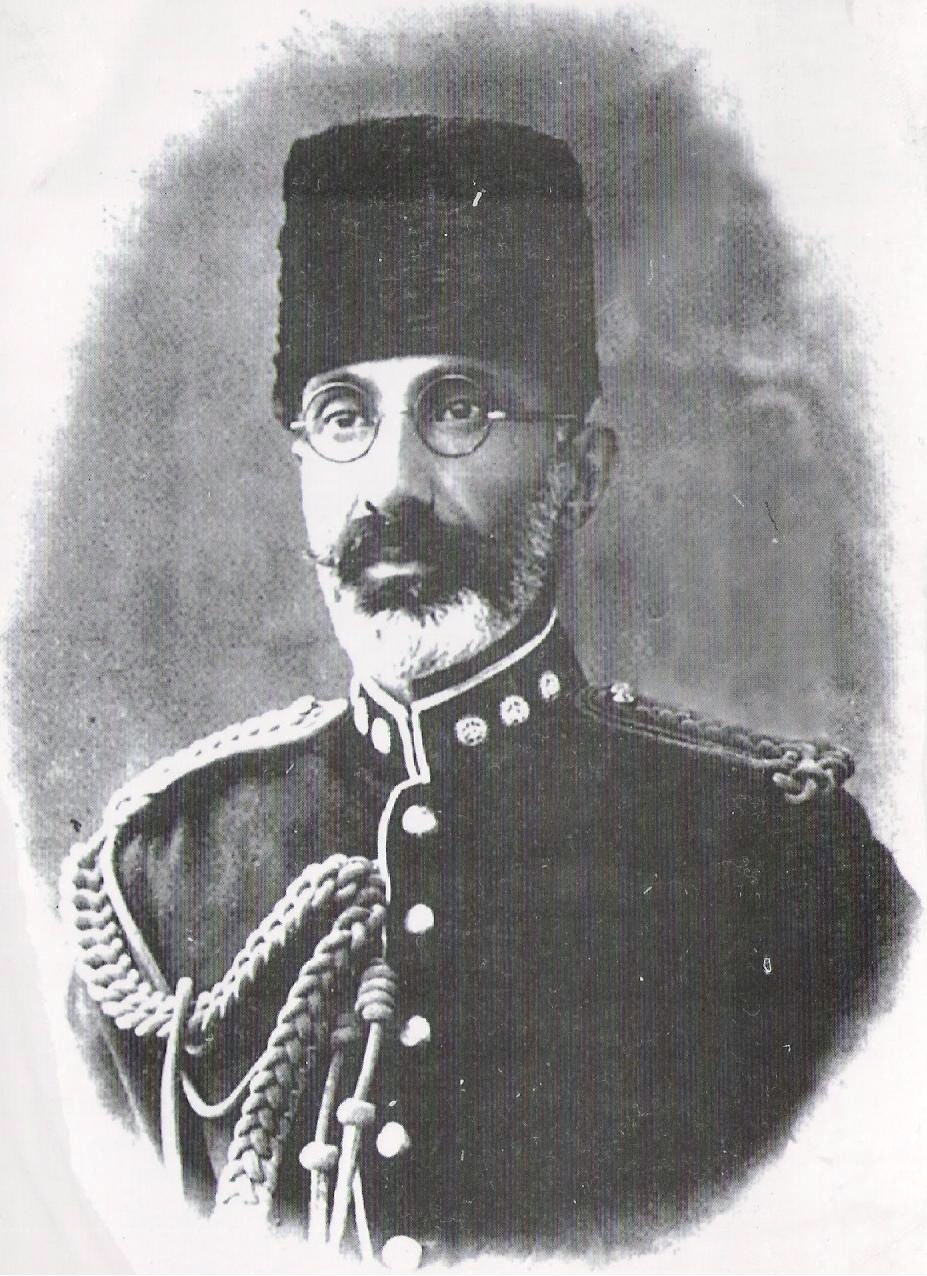
نادرشاه پادشاه افغانستان

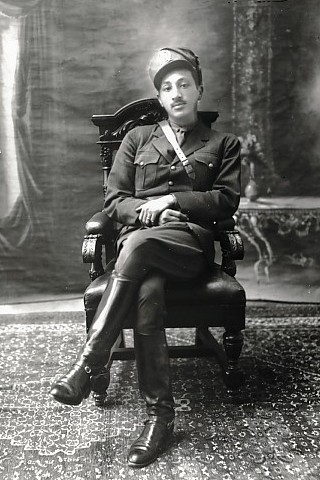
ظاهر شاه در سال‌های ۱۹۳۰ میلادی

گسترش سیاست ناقلین در دوران محمد نادرشاه و محمد ظاهرشاه (۱۹۲۹–۱۹۷۳)
در دوران سلطنت محمد نادرشاه و پسرش محمد ظاهرشاه، سیاست ناقلین به شکل منظم‌تری اجرا شد. در این دوره، هزاران خانواده پشتون به مناطق شمالی مانند قندوز، بغلان، سمنگان و بلخ منتقل شدند. دولت برای تشویق این مهاجرت‌ها، زمین‌های کشاورزی، کمک‌های مالی و معافیت‌های مالیاتی به ناقلین ارائه می‌کرد.
کریستین نوئل کریمی (۱۹۹۷) در کتاب خود، «دولت و قبیله در افغانستان قرن نوزدهم»، استدلال می‌کند که این سیاست به تدریج از یک اقدام سیاسی-امنیتی به یک پروژه دولت‌سازی و یکپارچه‌سازی ملی تبدیل شد.

## جمهوری افغانستان (۱۹۷۳–۱۹۷۸)

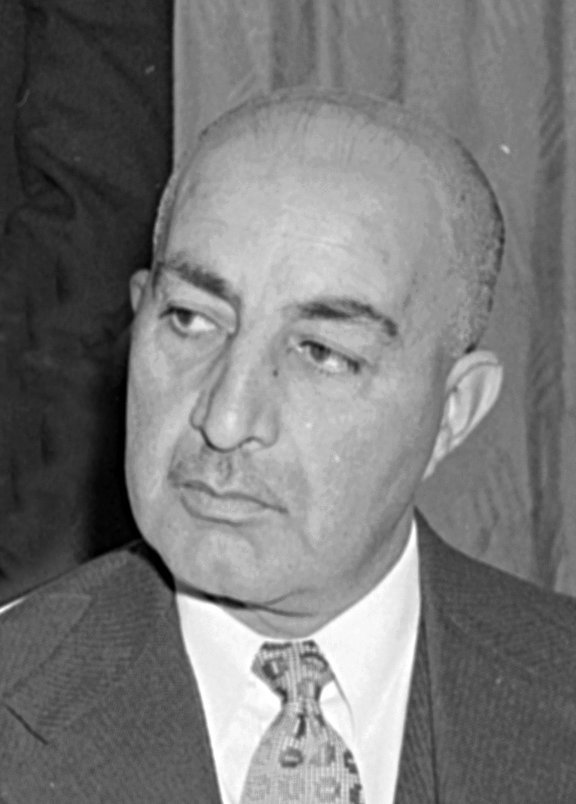
محمدداوود خان نخست رئیس‌جمهور افغانستان

محمد داوود خان، با ایجاد جمهوری افغانستان نخستین رئیس‌جمهور افغانستان شد، و نیز سیاست اسکان پشتون‌ها در شمال را ادامه داد، اما با تأکید بیشتر بر جنبه‌های توسعه‌ای و اقتصادی. در این دوره، پروژه‌های آبیاری بزرگی در شمال افغانستان آغاز شد که هدف آن هم توسعه کشاورزی و هم فراهم کردن زمینه برای اسکان جمعیت بیشتری از پشتون‌ها بود، مثل پروژه کانال قوش تپه.

## جمهوری اسلامی افغانستان (۲۰۰۱–۲۰۲۱)

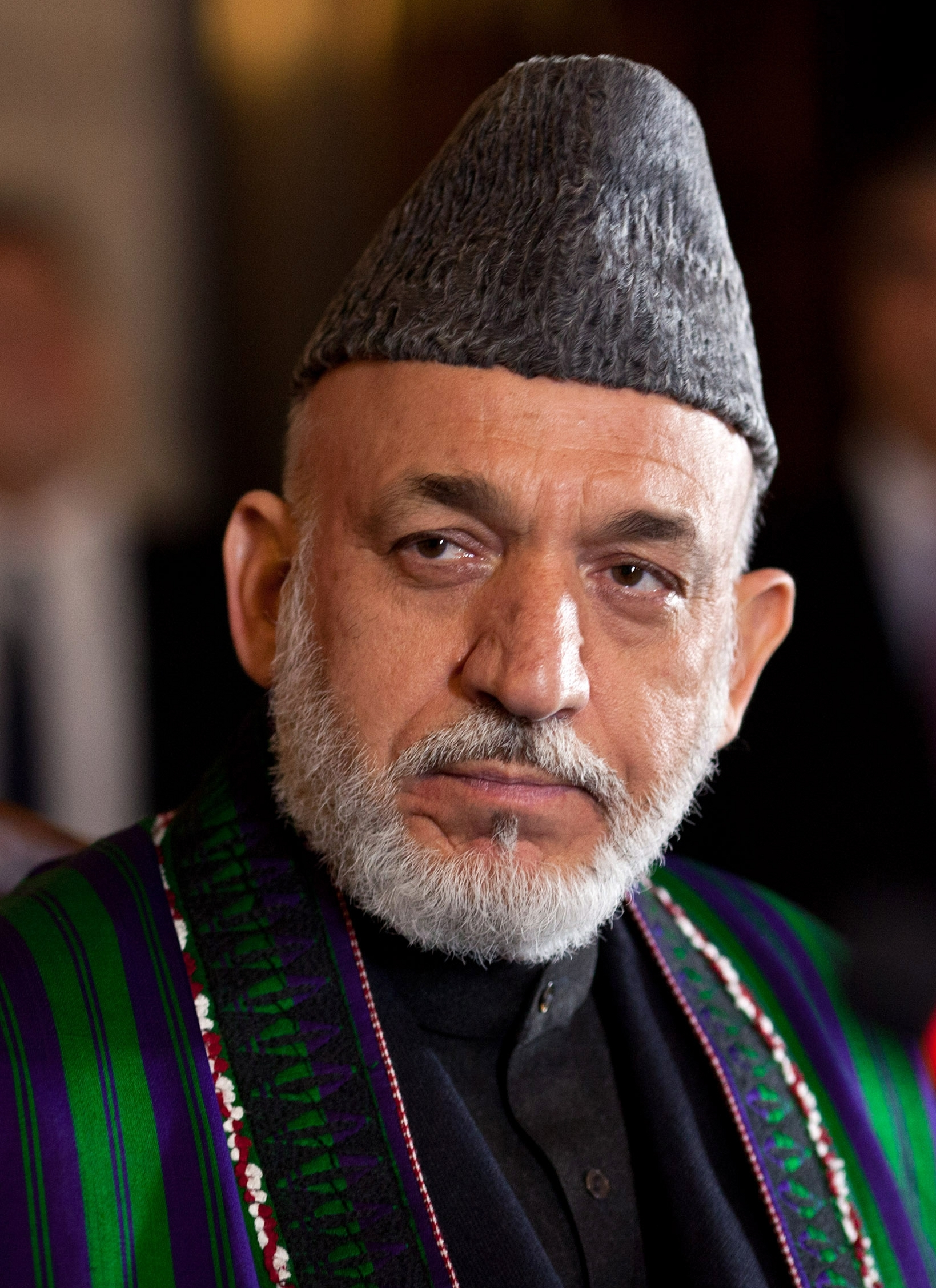
حامد کرزی در سال ۲۰۱۲

### حامد کرزی
وزارت امور سرحدات اقوام و قبایل از دورهٔ امان‌الله به عنوان یک شعبه در صدارت عظمی ایجاد می‌شود که وظیفه‌اش ارتباط با قبیله‌های پشتون پاکستان و ارایهٔ خدمات به قبایل پشتون در پاکستان است. این شعبه در زمان داوود به عنوان وزارت مستقل در کابینه معرفی می‌شود. این شعبه که در دورهٔ امان‌الله ایجاد شد، در دورهٔ محمد هاشم و شاه‌محمود کاکاهای ظاهرشاه تقویت شد و حکومت‌های افغانستان در صدسال پسین از این وزارت حمایت کردند تا به قبایل پشتون پاکستان خدمات ارایه کنند. پول از بیت‌المال و از مردم افغانستان، اما به صورت رایگان به قبایل پشتون پاکستان داده می‌شود.
این وزارت به صورت پیوسته خانواده‌های پشتون پاکستان را به سمت شمال افغانستان انتقال می‌دهد. کرزی و غنی نیز توسط این وزارت چندین‌بار خانواده‌های پشتون را از پاکستان به شمالی و سمت شمال انتقال دادند.
وزارت امور سرحدات اقوام و قبایل فراتر از انتقال قبیله‌های پشتون پاکستان به سمت شمال در کابل چندین لیسه ساخته‌اند که فقط به بچه‌های پشتون پاکستان خدمات ارایه می‌کنند. این لیسه‌ها خواب‌گاه، غذا و سایر خدمات رایگان دارند. این بچه‌ها که از این لیسه‌ها فارغ می‌شوند در دانش‌گاه کابل و سایر دانش‌گاه‌های افغانستان به به‌ترین رشته‌های دانش‌گاهی معرفی می‌شوند و شماری از این بچه‌ها به کشورهای خارجی به عنوان شهروندان افغانستان بورسیه فرستاده می‌شوند. پنج‌سال پیش چند تن از این بچه‌ها توسط حکومت هند شناسایی شدند که توسط حکومت افغانستان و با پاسپورت افغانستان به هند بورسیه شده بودند.
در سال ۱۳۸۷ یکی از این لیسه‌ها ۳۸۱۰ دانش‌آموز از قبایل پشتون پاکستانی داشت. این مورد در سایت وزارت امور سرحدات اقوام و قبایل ذکر شده و این وزارت با افتخار یاد کرده که این لیسه‌ها برای فرزندان قبایل پشتون آن طرف مرز خدمات ارایه می‌کنند.

حامد کرزی، نیز در سال ۱۳۸۹ فرمانی را صادر کرد که براساس آن برای هر خانواده کوچی باید ۱۰ جریب زمین توزیع شود تا مشکلات مواشی و مشکلات آنان حین تردد با باشنده‌گان ولایت‌های دیگر برطرف شود.

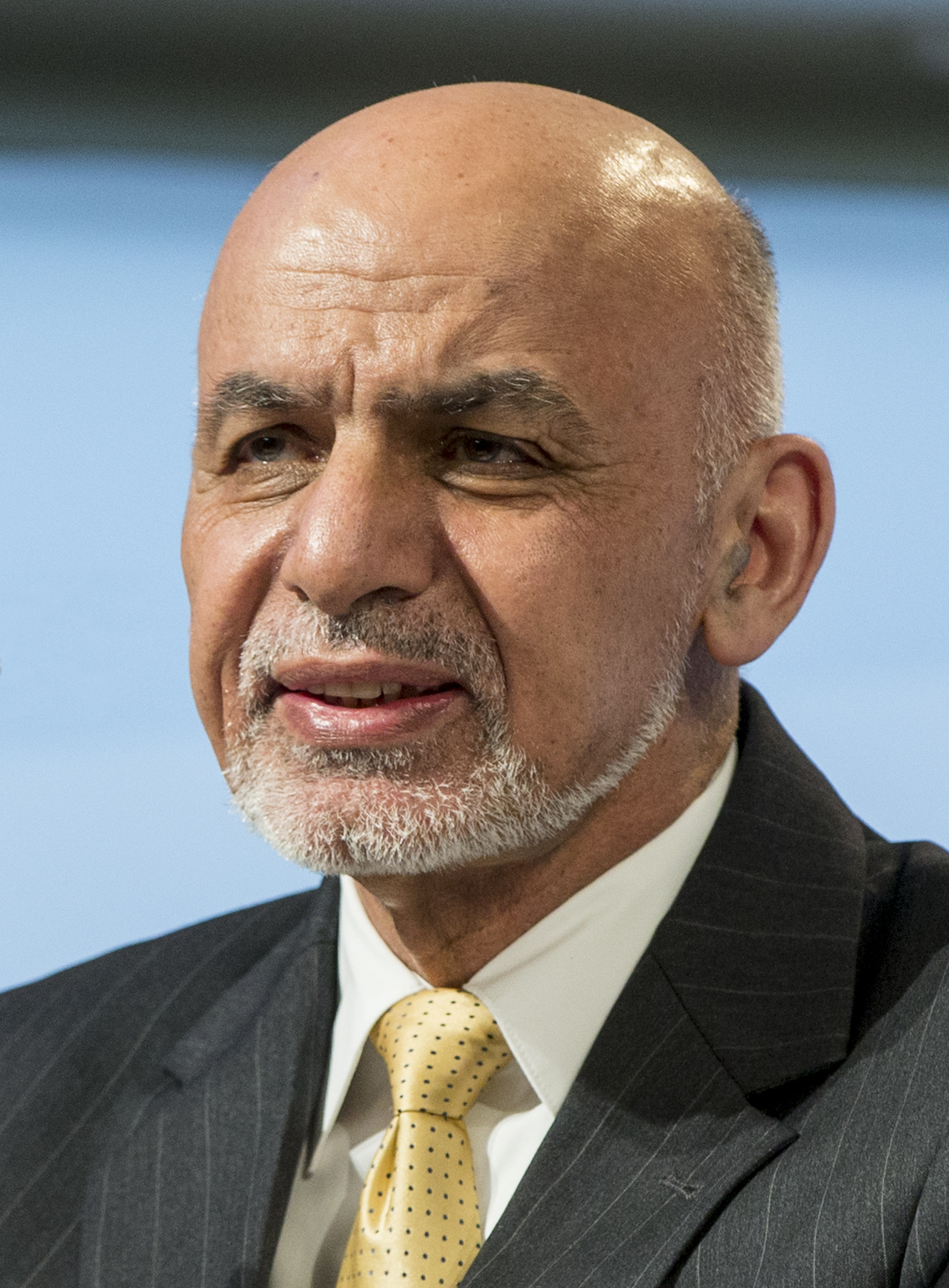
اشرف غنی

### اشرف غنی
اشرف غنی، رئیس‌جمهوری گذشته افغانستان در مصاحبه تفصیلی با تلویزیون ملی افغانستان نظرش را دربارهٔ چگونگی آنچه تکمیل 'فصل ناتمام ' امان‌الله می‌خواند، در روزهای صد سالگی جشن استقلال افغانستان توضیح داده است.
او گفت: «تمام علمای افغانستان به اتفاق در جنگ سوم افغان-انگلیس از امان‌الله حمایت کردند. ده سال دوره امان‌الله فقط یک دوره نیست. نیاز به یک تحلیل واضح دارد. نسل جوان باید شیوه محبوبیت و مشکلات امان‌الله را تحلیل کنند».
آقای غنی در تشریح بیشتر گفت: «امان‌الله از نسل جوان بود، نه فقط یک جوان، این نسل منتظر یک فرصت بود. کسانی مانند محی‌الدین انیس، نویسنده و روزنامه‌نگار برجسته، غلام محمد غبار، تاریخ‌دان، عبدالهادی داوی، و هشت سال مقالات محمود طرزی یک فکر منسجم ایجاد کرده بود. و امان‌الله خان سمبل این نسل بود. این نسل تشنه حرکت بود».
در سال ۱۳۹۵ عده‌ای از مهاجران وزیرستانی که ضد دولت پاکستان هستند و از پاکستان به ولایت پکتیکا مهاجرت کرده‌اند تصمیم گرفتند در همان‌جا ساکن شوند و بزرگان قومشان برای کسانی که می‌خواهند به پاکستان برگردند جریمه پنج میلیون روپیه‌ای گذاشته‌اند و همچنین خانه کسانی را که قصد بازگشت دارند آتش می‌زنند، مقامات محلی این ولایت گفته‌اند که آنها برای بازگشت خود مختار هستند و می‌توانند در پکتیکا بمانند.

## امارت اسلامی افغانستان (۲۰۲۱–تاکنون)
طالبان این پروژه را ادامه داده و با ساخت پروژهایی مثل کانال قوش تپه و دادن زمین ناقلین را در آنجا ساکن می‌کنند.
اقدامات طالبان در شمال افغانستان در درازمدت پروژهٔ بی‌ثبات‌سازی آسیای مرکزی، روسیه، ایران و چین را دنبال می‌کند.
ذبیح‌الله مجاهد نیز برخلاف شعار دینی و اسلامی‌شان، مطرح و تأکید نمود که پشتون‌ها در افغانستان اکثریت‌اند و باید قدرت به دست پشتون‌ها باشد. پروژهٔ انتقال و اسکان‌دهی اعضای تحریک طالبان پشتون‌تبار پاکستانی به شمال افغانستان و اطراف کانال قوش‌تپه، برنامه مشترک طالبان و حکومت پاکستان می‌باشد. تطبیق این پروژه، منافع طالبان پشتون‌تبار و نیز منافع پاکستان را به خوبی می‌تواند تأمین کند و نیز پاکستان به‌خاطر تأمین منافع خود از این برنامه حمایت همه‌جانبه می‌کند. از سوی دیگر، پی‌آمدهای ناخوشایند دیگر تطبیق این برنامه، منافع زیادی را به خصوص منافع گروه‌های نیابتی طالبان پشتون (طالبان تاجیک و ازبک) در شمال افغانستان را به شدت مورد تهدید قرار داده و امنیت را در شمال کشور برهم می‌زند.
برنامه اسکان اقوام پشتون افغانستان در ولایات شمالی افغانستان اکنون به صورت یک پروسه بسیار قدرتمند و به شکل گسترده و آشکار از طرف حکومت طالبان به سرعت در حال عملیاتی شدن است. معمولاً کسانی که با اجبار حاکمان محلی کوچ می‌کنند دیگر توان یا زمینه برگشت مسالمت‌آمیز را ندارند. برخی شواهد نشان دهندهٔ برنامه‌ریزی برای انتقال و اسکان ۲ الی ۳ میلیون پشتون دیوبندی از مناطق جنوبی افغانستان، وزیرستان شمالی و خیبرپختونخوا پاکستان در اطراف کانال قوش‌تپه و ولایت تخار هم‌مرز با کشور تاجیکستان هستند، دولت طالبان از طریق منابع داخلی و خارجی، این پروژه را با جدیت تمام اجراء می‌کند.
غالب این افراد قبیله‌ای زندگی می‌کنند، و بخشی از نیروی اصلی سازمان‌های تروریستی جهانی مانند القاعده ،لشکر طیبه و شبکه حقانی، لشکر جهنگوی، تحریک طالبان پاکستان و … را تشکیل می‌دهند. در این مورد کشورهای آسیای مرکزی نگرانی خود از انتقال و حضور هزاران نفر از اعضای تحریک طالبان پاکستان (TTP) در شمال افغانستان و تقویت گستردهٔ گروه‌های تروریستی از جمله جنبش اسلامی ازبکستان، جنبش اسلامی ترکستان شرقی و جماعت انصارالله تاجیکستان را ابراز کرده‌اند.
هدف از اجرای این پروژه‌ها تصرف سرزمین‌های مردم بومی تاجیک و ازبک و ترکمن و هزاره‌های ساکن شمال و کوچ دادن اجباری آن‌ها است.

## مناطق اصلی اسکان ناقلین در شمال

### تخار
در تخار، به ویژه در مناطق دشت قلعه و زال، خانواده‌های پشتون زیادی اسکان داده شدند. این منطقه قبلاً عمدتاً توسط ازبک‌ها و تاجیک‌ها مسکونی بود.
تخار در صدر ولایت‌هایی است که طالبان باشنده‌گان آن را به کوچ از روستاهای‌شان مجبور کرده‌اند و باشنده‌گان دیگر مناطق حتی از آن‌سوی مرز با پاکستان را در آن جابه‌جا می‌کنند، طالبان خانواده‌های تاجیک‌تبار و ازبک‌تبار را برای حمایت از ناقلین پشتون، کوچ اجباری دادند و طالبان برای ناقلین پشتون زمین توزیع می‌کنند.
به نقل از روزنامه ۸صبح تنها در یک سال حدود ۷۰۰ خانواده کوچی در ولسوالی‌های خواجه‌بهاالدین و دشت‌قلعه ولایت تخار جابه‌جا شده‌اند. به گفته آنان، کوچی‌هایی که از پاکستان آمده‌اند در روستاهای لاله‌گذر، کتکجر، بهارستان و مغول‌قشلاق ولسوالی خواجه‌بهاالدین و روستاهای النگ، تاجیک‌قشلاق و عرب‌کاکل در ولسوالی دشت‌قلعه با حمایت طالبان مسکن گزیده‌اند.
همچنین در تخار ناقلین با نام مهاجران برگشته به وطن، بدون داشتن هیچ سندی با زور زمین‌های مردم بومی را که صاحب زمین هستند، غضب می‌کنند و ادعا می‌کنند که در گذشته به پاکستان سفر کرده بودند و حالا به وطن خود برگشتند و زمین‌های غضب شده خود را پس می‌گیرند.
به نقل از رادیو آزادی، طالبان گفته‌اند که به مهاجران بازگشته به افغانستان زمین توزیع می‌شود، حکومت طالبان آماده توزیع زمین در ۴۶ شهرک در ۲۹ ولایت افغانستان برای مهاجران برگشته از کشورهای همسایه است.

### کندز
کندز یکی از مهم‌ترین مراکز اسکان ناقلین پشتون در شمال افغانستان بود. دشت‌های حاصلخیز قندوز و منابع آب فراوان، این منطقه را برای کشاورزی مناسب می‌ساخت.
کندز از ولایت‌هایی است که ناقلین زیادی به آن‌جا کوچانده شده‌اند و زمین دریافت کرده‌اند.
به نقل از روزنامه ۸صبح، طالبان در ولایت کندز «کمیته اسکان دایمی توزیع زمین برای مهاجرین کندز» ایجاد کرده‌اند و با ارسال نامه به ناقلین، به آن‌ها می‌گویند که برای دریافت زمین به ریاست شهر سازی مراجعه کنند.

### بغلان
بغلان نیز یکی دیگر از مناطق مهم برای اسکان ناقلین پشتون بود. این منطقه به دلیل خاک حاصلخیز و امکان کشت نیشکر و پنبه مورد توجه قرار گرفت.

### بلخ و سمنگان
در بلخ و سمنگان نیز گروه‌های قابل توجهی از ناقلین پشتون اسکان یافتند. در این مناطق، پشتون‌ها در کنار اقوام ازبک، تاجیک و هزاره زندگی می‌کنند.

### فاریاب و جوزجان
در استان‌های فاریاب و جوزجان، که سنتاً مناطق ازبک‌نشین بودند، نیز گروه‌هایی از ناقلین پشتون اسکان داده شدند، هرچند در مقایسه با مناطق دیگر، تعداد آنها کمتر بود.
به نقل از ایندیپندنت فارسی، در جوزجان ساکنان شهر شبرغان و روستاهای حومه آن می‌گویند شماری از کوچی‌های (کوچ‌نشینان) مسلح که تحت حمایت مقام‌های محلی طالبان قرار دارند مزارع آنان را به چراگاه گوسفندانشان تبدیل کرده‌اند و زمین‌های آنان را غصب کرده‌اند و حتی آنان حتی ماشین‌ها و وسایل کشاورزی مردم محل را هم صاحب شده‌اند.
در سال ۱۴۰۰ گروهی از ازبک‌ها و ترکمن‌ها ادعا کردند که زمین‌هایش توسط طالبان مصادره شده.

### کاپیسا و پنجشیر
در استان‌های کاپیسا و پنجشیر اقلیتی از پشتون‌ها وجود دارد.
در سال ۱۳۹۱ خورشیدی در کاپیسا، شخصی از کوچی‌های پشتون به‌نام حبیب افغان متهم به غضب زمین‌های مردم شده بود.
در سال ۱۴۰۰ به نقل از ایندیپندنت فارسی گروهی از کوچی‌ها وارد پنجشیر شده بودند و توسط افراد غیرمسئول به رهبری عبدالحمید خراسانی بیرون شدند.

## وضعیت ناقلین در دوران معاصر

### دوران جنگ داخلی و طالبان (۱۹۹۲–۲۰۰۱)
با سقوط دولت کمونیستی در سال ۱۹۹۲ و آغاز جنگ داخلی، بسیاری از ناقلین پشتون در شمال با مشکلات امنیتی مواجه شدند. در این دوره، برخی از پشتون‌های ساکن شمال مجبور به ترک مناطق خود شدند.
با ظهور طالبان و تسلط آنها بر بخش بزرگی از افغانستان، وضعیت ناقلین پشتون در شمال بهبود یافت، اما این بهبود موقتی بود.

### پس از سقوط طالبان (۲۰۰۱–۲۰۲۱)
پس از سقوط طالبان در سال ۲۰۰۱، بسیاری از ناقلین پشتون در شمال با تبعیض و خشونت مواجه شدند. گزارش دیده‌بان حقوق بشر (۲۰۰۲) به موارد متعددی از قتل، تجاوز و غارت اموال پشتون‌ها توسط نیروهای وابسته به اقوام دیگر اشاره می‌کند.
با این حال، در دوران حکومت حامد کرزی و اشرف غنی، تلاش‌هایی برای حمایت از حقوق ناقلین پشتون در شمال و بازگرداندن آنها به مناطقی که مجبور به ترک شده بودند، صورت گرفت.

### پس از بازگشت طالبان (۲۰۲۱ تا کنون)
با بازگشت طالبان به قدرت در سال ۲۰۲۱، گزارش‌هایی از تنش‌های قومی جدید و تلاش‌های طالبان برای اسکان مجدد پشتون‌ها در مناطق شمالی منتشر شده است.
بر اساس گزارش‌های رسانه‌های فارسی‌زبان مانند رادیو آزادی و بی‌بی‌سی فارسی و ایندیپندنت فارسی، طالبان با احیای «نظام‌نامه ناقلین»، تلاش می‌کنند زمین‌های بیشتری را به پشتون‌ها در مناطق شمالی واگذار کنند که این امر به نگرانی‌های جدیدی در میان اقوام غیرپشتون دامن زده است.
بعد از به قدرت رسیدن طالبان در سال ۲۰۲۱ کوچی‌ها احساس قدرتمندتر شدن کردند و مردم بومی را مورد آزار و اذیت قرار می‌دهند.